# Groupement de soutien de la base de défense de Bourges - Avord
Le groupement de soutien commissariat « Bourges » (GSC BGS) est un organisme militaire interarmées du service du commissariat des armées créé le 1er janvier 2011. Il est né du groupement de soutien de la base de défense expérimentale d'Avord, créé au 1er janvier 2009. Son rôle est de soutenir dans le domaine de l'administration générale et du soutien courant, toutes les unités militaires stationnées dans le périmètre de la Base de Défense, équivalant aux unités du ministère des armées stationnées dans le Berry, correspondant aux départements administratifs du Cher et de l’Indre.
Son état-major, est depuis septembre 2009 situé au sein de la Base aérienne 702 à Avord.

## Historique
Avant 2009, les fonctions du commissariat étaient assurées par des commissaires affectés au sein des unités de l'armée de terre, de la marine et de l'armée de l'air.
En 2009, un groupement de soutien de la base de défense expérimentale (GSBdDe) d'Avord est créé.
En 2010, un groupement de soutien de la base de défense pilote (GSBdDp) d'Avord est créé.
En 2011, l'appellation définitive est donnée sous l'appellation de groupement de soutien de la base de défense (GSBdD) de Bourges-Avord.
En 2025, l’appellation change de nouveau et la formation militaire se fait désormais appeler groupement de soutien commissariat « Bourges » (GSC BGS).

## Missions
Parmi les 11 fonctions chargées de délivrer aux soutenus des produits finis et des prestations clés en main, le GSC « Bourges » assure les missions suivantes :
- Habillement et équipements commissariat
- Alimentation et restauration
- Hébergement et hôtellerie
- Gestion de site et soutien multiservices
- Soutien à la condition du personnel et des loisirs
- Transport routier individuel et collectif
- Administration du personnel militaire et de la solde
- Soutien à la mobilité professionnelle
- Acquisition de biens et services courants des forces armées
- Exécution financière des forces armées

## Organisation
- Commandement
- Division organique
- Division conduite du soutien
- Division administration du personnel (Dissoute le 01/07/2024).
- Pôle commissariat Bourges-Neuvy Pailloux
- Pôle commissariat Avord-Rosnay

## Lien Armées-Nations - développement de partenariats
Le GSC BGS a développé plusieurs axes de coopération afin de s'ancrer dans les territoires et de développer le lien armées-Nation.
- Côté collectivité locale : signature d’un protocole de jumelage avec la ville de Châteauroux Métropole représenté par son maire Gil Avérous, le 3 avril 2025;
- Côté jeunesse : signature de conventions créant des classes de défense avec des établissements scolaires afin de présenter les métiers existant dans les armées et en particulier dans le commissariat des armées :
- Convention avec le Lycée professionnel Pierre Bérégovoy de Nevers le 14 novembre 2024 ;
- Convention avec le Lycée professionnel Balzac d'Alembert d'Issoudun le 18 novembre 2024.

- Côté administration : signature de conventions de partenariat avec les directions départementales des finances publiques (DDFiP)  afin d'aider le personnel des armées stationnés dans le Berry lors de leurs déclarations fiscales et immobilières : 
- DDFiP du Cher le 22 mai 2024 à Avord ;
- DDFiP de l'Indre le 11 juillet 2024 à Neuvy-Pailloux.

## Insigne du corps
"Écu d'azur aux armes de la Défense nationale d'argent brochées d'un écusson à la bordure "engrelée de gueules" (bordure festonnée et rouge) et semée de fleurs de lys, reprenant en partie les armes de la ville de Bourges. Le tout est surmonté de l'inscription 'BdD' en minuscules et capitales d'argent posées en orle."
L'insigne est présenté et homologué par le Service Historique de la Défense (SHD).

## Chefs de corps
Le commandement du GSC « Bourges » est donné à un officier supérieur :
- 2009 - 2012 : commissaire lieutenant-colonel Bruno REGNIER
- 2012 - 2015 : lieutenant-colonel Frédérick DEVANLAY, promu par la suite colonel et nommé général de brigade aérienne[4]
- 2015 - 2018 : commissaire en chef de 2e classe Guillaume AUDOUX[5], promu par la suite commissaire en chef de 1re classe[6]
- 2018 - 2021 : commissaire en chef de 2e classe Stéphanie DAVID, promue par la suite commissaire en chef de 1re classe[7]
- 2021 - 2023 : commissaire en chef de 2e classe Hervé HORIOT, promu par la suite commissaire en chef de 1re classe [8]
- 2023 - ... : commissaire en chef de 2e classe Dominique ROUX